# Деніслав Александров
Деніслав Александров (болг. Денислав Александров; нар. 19 липня 1997) — болгарський футболіст, вінгер софійського «ЦСКА 1948» .

## Кар'єра
Вихованець молодіжної системи «Лудогорця» . У 2014 році він грав за «Лудогорець U-19» у Юнацькій лізі УЄФА, зігравши у всіх 6 матчах.
У 2014 році Александров дебютував за першу команду в кубку Болгарії проти «Ботева» (Враца). Він також став чемпіоном Болгарії з командою U21 в цьому сезоні, де забив 5 м'ячів.
У сезоні 2015/16 була створена резервна команда «Лудогорець II», що стала виступати у другому дивізіоні, і Деніслав був переведений у новостворений клуб. Дебютував за цю команду 26 липня 2015 року в матчі проти «Дунава» (Русе).
23 вересня 2015 року він знову зіграв за першу команду «Лудогорця» у матчі проти «Локомотива 1929» (Мездра) на Кубок Болгарії (5:0). 22 травня 2015 року Александров дебютував у «Групі А» за «Лудогорець» у матчі проти «Бероє» (Стара Загора).
15 травня 2018 року він забив свій дебютний гол за першу команду «Лудогорця» у матчі ліги проти того ж таки «Берое». Втім основним гравцем разрадського клубу Деніслав так і не став.
8 січня 2019 року Александров приєднався до ЦСКА 1948., що грало у другому дивізіоні країни.